# Murilo Becker da Rosa
Murilo Becker da Rosa (Farroupilha, 14 luglio 1983) è un ex cestista brasiliano.

## Carriera
Con il Brasile ha disputato due edizioni dei Campionati mondiali (2006, 2010) e tre dei Campionati americani (2003, 2005, 2007).

## Palmarès
- Coppa di Bulgaria: 1

Academic Sofia: 2008